# 贺均
贺均（1320年—1363年），字公秉，后改蒙古名为也先忽都，奉元路鄠县人，元朝政治人物。贺惟一（太平）的儿子。
贺均年少好学，有俊才，历任殿中侍御史、治书侍御史、翰林侍读学士，兼袭虎贲亲军都指挥使。后来被弹劾罢官，回到家乡奉元。六年后，召为兵部尚书、同知枢密院事，通政院使。其父太平为相，授知枢密院事，转任太子詹事。至正十九年，以知枢密院事兼太子詹事领兵参与镇压攻陷辽阳的红巾军。被朝廷的谗言，罢为上都留守。改宣政院使，以母亲去世没有赴任。搠思监再为丞相，按照皇太子爱猷识理达腊的旨意，构成大狱，诬陷他和老的沙、蛮子、按难达识理、沙加识理、脱欢等人图谋不轨。贺惟一被诬死，贺均贬至撒思嘉，途经朵思麻，为行宣政院使桓州闾留居其地。于是朝廷以他违背命令为罪名，将其杖杀。时年四十四岁。有诗集十卷。